# Breguet 460
Le Bréguet 46, appelé également Bréguet 460, est un avion de reconnaissance et bombardier léger français des années 1930.

## Conception
Le Bréguet 460 visait à répondre à une demande des autorités françaises pour un avion de combat multirôle a grande vitesse. Initialement basé sur le concept du Bréguet 410 développé en 1931, le prototype du Bréguet 460 s'en écarta en 1934.

Achevé, l'avion vola pour la première fois en 1935. Il était alors équipé de deux moteurs radiaux Gnome et Rhône; mais sa fabrication connut certaines difficultés techniques et l'avion avait conservé la queue peu aérodynamique des Bréguet 410 et 413. Pour ces raisons, le bombardier ne put atteindre durant son vol d'essai les 400 km/h demandés par l'armée de l'air; ce qui causa leur retrait du projet pour des avions plus prometteurs comme l'Amiot 340 ou le LeO45, plus rapides mais qui ne furent mis au point que trois ans après, trop tard pour équiper en grand nombre l'armée de l'air française avant la guerre. 

## Historique et variantes
L'éclatement de la guerre civile espagnole en 1936 fournit une occasion inespérée aux constructeurs aéronautiques français de se débarrasser du grand nombre d'avions expérimentaux construits les années précédentes, et de tester en conditions réelles de nouveaux appareils. C'est pourquoi les deux exemplaires construits du Bréguet 460 furent vendus à l’Espagne républicaine et combattirent au sein des escadrilles espagnoles avec d'autres appareils français, notamment une paire de Bloch MB.210, pour former la 11e escadrille de nuit, à partir du 14 février 1937. Faute de sources suffisamment précises, il est difficile de dire comment ces appareils terminèrent leur carrière, mais on sait qu'un des deux Bréguet 460 s'écrasa en mer, abattu par la défense antiaérienne du croiseur nationaliste "Canarias" près de l'Escala en mars 1937, au nord-est de Barcelone, tuant tout son équipage.
Bénéficiant des retours des pilotes espagnols, les ingénieurs de Bréguet améliorèrent le concept du Br.460 pour aboutir au Br.462, version similaire mais modernisée qui vola dès la fin de l'année 1936, propulsé par deux moteurs Gnome-Rhône 14N-0/N-1 bien plus puissants, permettant de dépasser les 400 km/h. Il était prévu d'améliorer encore la vitesse de l'avion un peu plus tard en le dotant de moteurs de 1350 chevaux, qui lui auraient permis d'atteindre les 480 km/h. Outre sa nouvelle propulsion, le Br.462 pouvait embarquer jusqu'à une tonne de bombe et comportait un canon de 20 millimètres dans le nez et deux mitrailleuses à l'arrière pour sa défense. Trois exemplaires furent construits, dont deux servirent dans l'aviation vichyste après l'armistice de 1940, mais ils ne connurent jamais le combat et furent utilisés pour tester les nouveaux moteurs Gnôme et Rhône, avant d'être ferraillés en 1942.